# Мурманский округ
Му́рманский о́круг — административно-территориальная единица в составе Ленинградской области РСФСР. Административный центр — город Мурманск.

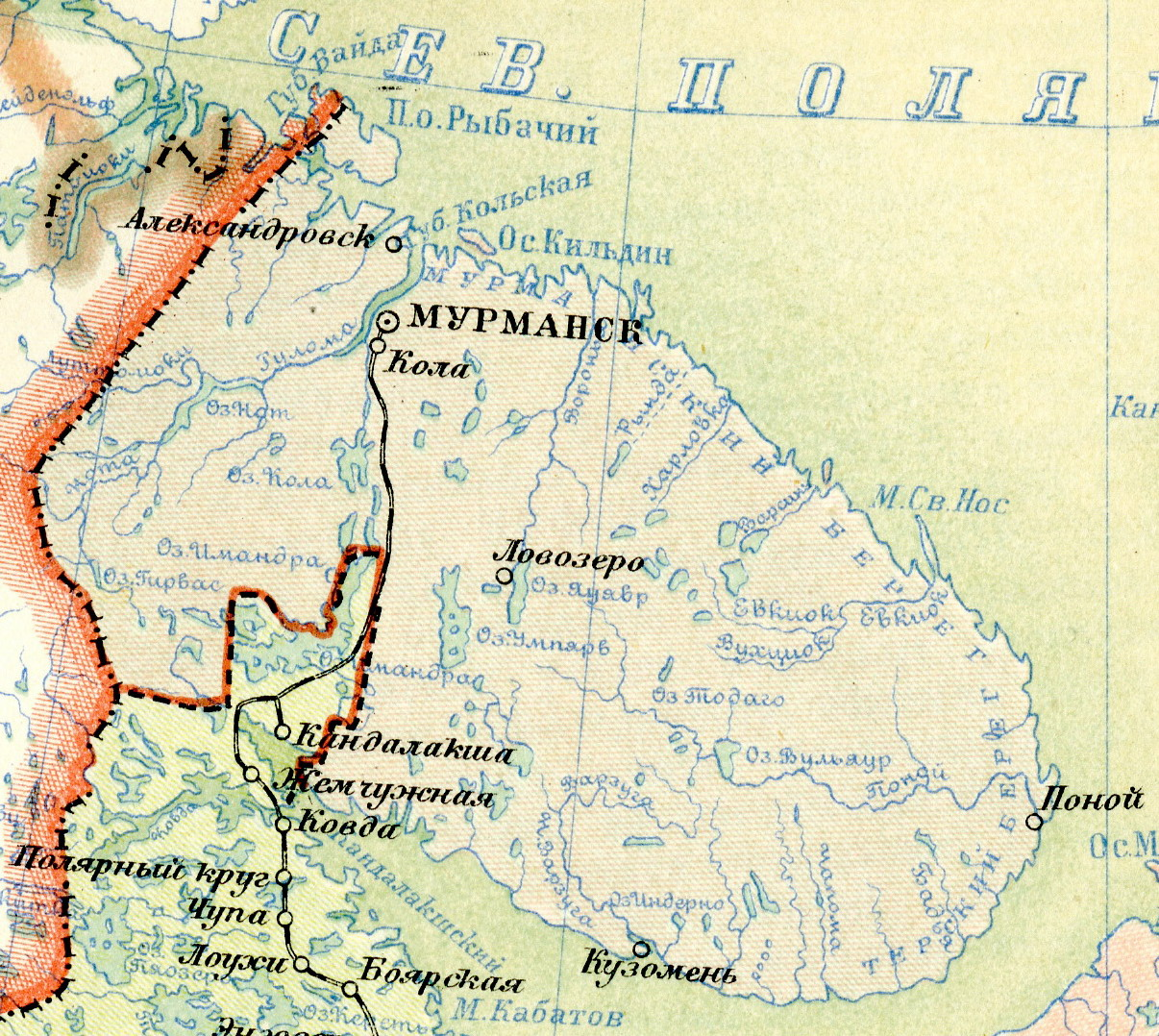
Мурманский округ в 1928 году

Округ образован 1 августа 1927 года декретом ВЦИК из Мурманской губернии в составе Ленинградской области.
Округ делился на 6 районов:
- Александровский район (с 1931 Полярный район). Центр — село Александровское (с 1931 Полярное)
- Кольско-Лопарский район. Центр — село Кола
- Ловозерский район. Центр — село Ловозеро
- Понойский район. Центр — село Поной
- Териберский район. Центр — село Териберка
- Терский район. Центр — село Кузомень

По данным на 1929 год в округе существовало 17 национальных сельсоветов:
- В Александровском районе — Цып-Наволокский норвежский; Белокаменский, Грязногубский, Западно-Лицкий, Озерковский, Торос-Островский, Тюва-Губский, Ура-Губский финские
- В Кольско-Лопарском районе — Ена-Бабинский, Нотозерский лопарские (саамские); Пейво-Ярвинский финский
- В Ловозерском районе — Ивановский, Ловозерский ижемско-зырянские (коми); Воронежский лопарский (саамский)
- В Понойском районе — Иоканьговский, Лумбовский, Семиостровский лопарские (саамские)[1].

7 января 1931 года Ловозерский район получил статус туземного национального, а Александровский — финского национального.

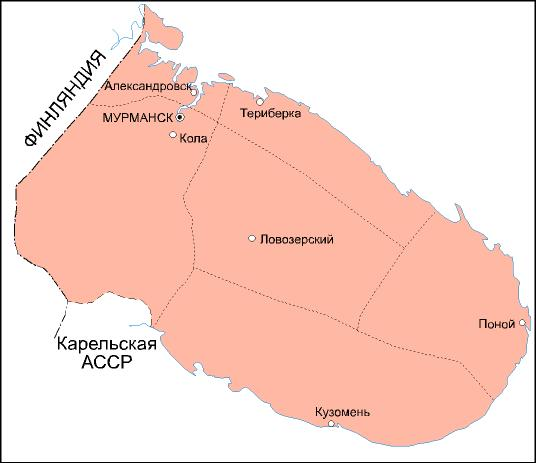
Мурманский округ в 1931 году

11 марта 1931 Александровский финский национальный район был переименован в Полярный финский национальный район, а его центр был переименован в село Полярное. 15 августа того же года центр Терского района был перенесён в село Умба.
С начала 1935 года до сентября 1938 года центром Полярного района временно был г. Мурманск. 
26 февраля 1935 года был образован Кировский район с центром в городе Кировск. В то же время Кольско-Лопарский район был переименован в Кольский, а Понойский — в Саамский. Центром Саамского района стало село Йоканьга, а центром Терского — рабочий посёлок Лесной.
Округ просуществовал чуть больше десяти лет и был ликвидирован 27 мая 1938 года постановлением ВЦИК. 28 мая 1938 года на базе Мурманского округа и Кандалакшского района Карельской АССР была образована Мурманская область.